# Croix de Lavaudieu
La croix du Lavaudieu est une croix monumentale en fer forgé située à Lavaudieu, en France.

## Généralités
La croix est située sur la place de l'église, devant l'Abbaye Saint-André de Lavaudieu, sur le territoire de la commune de Lavaudieu, dans le département de la Haute-Loire, en région Auvergne-Rhône-Alpes, en France.

## Historique
La croix est datée de 1779, érigée par Marie-Charlotte de Guérin de Lugeac, dernière abbesse de l'abbaye, et exécutée par Chossegros de Lavourgues,.
La croix est inscrite au titre des monuments historiques par arrêté du 11 juin 1930.

## Description
La croix est en fer forgé et consiste en deux tiges de fer parallèles supportées par un entrelacement de deux volutes terminées par des rinceaux. L'intersection des branches, forme un losange à partir duquel, des rayons à accolades, ressemblant à des flammes, s'échappent. Des rayons plus modestes ornent les extrémités de la croix.
A la base de la croix, une plaque de fer en lettres ajourées et découpées dans le métal portent les inscriptions : « Chossegros de Lavourgues, 1779, Charlotte de Lugeac ».